# Austrogomphus
Austrogomphus (лат.) — род стрекоз из семейства дедок (Gomphidae) эндемичный для Австралии.

## Описание
Небольшие стрекозы жёлтой, зеленовато-желтой или красновато-желтой окраски. Вилка сектора радиуса (Rs) на заднем крыле симметрична. Верхние анальные придатки у самца с длинной изогнутой ветвью. Третий и четвёртый тергиты брюшка у самок в средней части или полностью жёлтые. Брюшко у личинок сплющено. Сегменты 7-10 значительно не удлиняются. Третий членик усиков слегка расширен.

## Экология
Личинки обычно развиваются в ручьях и реках, иногда встречаются в озёрах, способны закапываться в грунт.

## Систематика
Род включает следующие виды.
- Austrogomphus amphiclitus Selys, 1873
- Austrogomphus angelorum Tillyard, 1913
- Austrogomphus arbustorum Tillyard, 1906
- Austrogomphus australis Selys, 1854
- Austrogomphus bifurcatus Tillyard, 1909
- Austrogomphus collaris Hagen, 1854
- Austrogomphus cornutus Watson, 1991
- Austrogomphus divaricatus Watson, 1991
- Austrogomphus doddi Tillyard, 1909
- Austrogomphus guerini Rambur, 1842
- Austrogomphus mjobergi Sjöstedt, 1917
- Austrogomphus mouldsorum Theischinger, 1999
- Austrogomphus ochraceus Selys, 1869
- Austrogomphus prasinus Tillyard, 1906
- Austrogomphus pusillus Sjöstedt, 1917